# Chushiro Hayashi
Chushiro Hayashi (林 忠四郎 Hayashi Chūshirō?, Kioto, 25 de julio de 1920 – ibídem, 28 de febrero de 2010)  fue un astrofísico japonés. 
Fue uno de los pioneros en la modelización de la evolución estelar en los años 50 y 60. Es conocido sobre todo por sus modelos de formación estelar y evolución presecuencia principal. Descubrió que las estrellas de presecuencia principal siguen una trayectoria denominada "traza de Hayashi" en el diagrama de Hertzsprung-Russell hasta que alcanzan la secuencia principal, es decir, se contraen a una temperatura superficial prácticamente constante. También estudió la formación de estrellas de baja masa e investigó la formación del sistema solar y de la Tierra y su atmósfera.

## Biografía
Hayashi nació en Kioto y se licenció en Física por la Universidad Imperial de Tokio en 1942. Fue llamado a filas y sirvió en la Armada. En 1945, acabada la guerra, regresó a su ciudad natal, Kioto, donde se unió al grupo de investigación del profesor Hideki Yukawa en la Universidad de Kioto y estudió física de partículas elementales y astrofísica. En 1957 fue nombrado profesor de la Universidad de Kioto.
En 1950 realizó una importante contribución a la teoría del Big Bang al demostrar que el modelo de nucleosíntesis propuesto por Ralph Alpher y George Gamow (teoría Alpher-Bethe-Gamow) debía complementarse con la creación de pares electrón-positrón. Probablemente su trabajo más famoso fueron los cálculos astrofísicos en el campo de la formación estelar que condujeron a la determinación de la traza de Hayashi y el límite de Hayashi, que es una restricción teórica del radio máximo de una estrella para una masa dada. También participó en los primeros estudios sobre las enanas marrones, algunas de las estrellas más pequeñas que se han formado.
Se jubiló en 1984 y falleció de neumonía en un hospital de Kioto el 28 de febrero de 2010.

## Premios y distinciones
- 1965: Premio Asahi
- 1970: Medalla Eddington
- 1971: Premio Imperial de la Academia de Japón[7]
- 1994: Orden del Tesoro Sagrado, primera clase[1]
- 1995: Premio Kioto
- 2004: Medalla Bruce